# Orujo
L'orujo, également connu sous le nom de aguardiente de orujo, est une boisson alcoolisée distillée fabriquée à partir de peaux de raisin. Parfois, de manière plus générique, tout type de spiritueux est également appelé orujo.

## Définition nominale
L'orujo vient étymologiquement du latin classique involucrum, qui signifie « enveloppe ». En latin, il perd la première syllabe et devient volucrum, plus proche de orujo. Le Diccionario de la lengua española donne comme premier sens à orujo, « la peau du raisin, après qu'il a été pressé et que toute sa substance a été enlevée ». La seconde signification est « résidu de l'olive écrasée et pressée, dont on extrait une huile de qualité inférieure ». Bien que dans ces deux acceptions, le dictionnaire ne mentionne que les olives et les raisins, lorsqu'il traite du mot caspia, il le désigne comme « marc de pomme ».
La brisa, selon le même dictionnaire, est un type de marc spécifique : le marc de raisin. Un autre mot castillan synonyme est casca. Le dictionnaire de la RAE le définit comme « la peau du raisin après qu'il a été foulé et pressé ».